# Szabiniánusz pápa
Szabiniánusz (latinul: Sabinianus) (? – 606. február 22.) volt a 65. pápa 604. szeptember 13-tól, akit az egyház vezetésére választottak meg. Rövid uralkodásáról nem sok emlék maradt fenn az utókornak. Az viszont kiderült, hogy hatalmas elődjének munkásságát nem tudta fenntartani. Ráadásul a rómaiak között is népszerűtlen volt.

## Élete
Életéről szinte semmit sem tudunk. Egy Bonus nevű kisbirtokos gyermekeként született a mai Bieda városában. Miután a papi pályát választotta, sokat tanult, és hamarosan a diakónusi rangot is elérte. Gergely pápa 593-ban Konstantinápolyba küldte, mint pápai nuncius. Itt Szabiniánusz feladata az volt, hogy megfelelően képviselje az egyházfő érdekeit Böjtölő János, konstantinápolyi pátriárkával szemben. A keleti egyház vezetője ugyanis 588-ban olyan rangot kapott a császártól, amely a római pápa hatalmával volt egyenrangú. De hamarosan összetűzésbe került a pápával, mert Gergely szerint nem tudta elég határozottan képviselni Róma érdekeit. 597-ben tért vissza a keleti fővárosból Rómába. Itt megpróbálta kiengesztelni Gergelyt, és hamarosan a pápai hivatalok befolyásos tagja lett. 
A szent egyházfő halála után a római zsinat 604 márciusában őt választotta meg a keresztény egyház élére. A császári megerősítés több hónapig késlekedett, így csak szeptember 13-án szentelték fel Róma püspökének. Pontifikátusát a világi papság támogatásával építette fel, ellentétben elődjével, aki a szerzetesrendekre alapozta uralkodását. A lateráni palota szerzetes hivatalnokait hamarosan híveivel helyettesítette.
Rövid regnálása idején a pápaságnak két feszítő problémával kellett szembenéznie. Az egyik a lombard fenyegetés volt, amely köztudottan Szabiniánusz nagy félelme volt. A kiújuló harcokban elhagyta Róma veszélyes övezeteit, és nem segítette a békét és a várost. A másik fontos feladat az éhező nép ellátása volt, amelyet Szabiniánusz egyedi módszerrel oldott meg. Megnyittatta ugyan az egyházi gabonaraktárakat, de a kiosztott étel minden mázsájáért pénzt kért. A nincstelenek így továbbra is éhen maradtak, és átkozták az új pápát.
Szabiniánusz volt az a pápa, aki elrendelte, hogy a misére haranggal hívják a híveket. Ez volt az egyetlen olyan egyházi döntés, ami fennmaradt uralkodásából. 606. február 22-én halt meg. Hamvait a Szent Péter-bazilikában helyezték el.

## Művei
- Documenta Catholica Omnia (latin nyelven). (Hozzáférés: 2011. december 6.)